# やのひろみ
やの ひろみ（1975年3月14日 - ）は、愛媛県を拠点に活躍する日本の女性ローカルタレント、ラジオパーソナリティ、会社役員。愛媛県を中心にラジオのパーソナリティーだけでなく、番組ディレクター、イベント・式典の司会、講演活動を行っている。有限会社タグプロダクト所属。

## 来歴
愛媛県松山市出身。松山市立石井小学校
、松山市立南中学校、愛媛県立松山中央高等学校、愛媛大学教育学部情報社会課程生活文化コース卒業。
2002年1月、舞台音響・イベント制作を手掛ける有限会社タグプロダクトを創業する。2024年4月、代表取締役社長に就任。

### 幼少期
- 1975年3月14日、一卵性双生児として2150gで生まれる[4]。

### 学生時代
- 小学校時代はバレーボール部[1]、中学時代は軟式テニス部[5][6]、高校時代はハンドボール部に所属していた[7]。当時はハンドボールで遠投40ｍを記録。レフトのフローターでプレイしていた。
- 中学生の頃学校の体育の先生になりたくて[8]、大学の教育学部に進学したが、左膝内側側副靱帯断裂、右膝前十字靱帯断裂と二度の入院経験あり[9]。夢が途絶えてしまった過去がある[10]。大学の劇団に関わっていた[11]。
- 学生時代に花屋、パン屋、焼き鳥屋でアルバイトをしていた[12]。

### ディレクターとして
- 大学を卒業する3月に、披露宴の音響照明のアルバイトに入った先で企画制作会社の社長に声をかけられ、そのままこの業界に入った[13]。
- ディレクター志望だった頃に、一般の女子大生を集めた夜のラジオ番組に参加することになり、「22歳だから」という理由で出演してマイクの前で喋る[14]。
- 2002年1月25日、企画制作会社タグプロダクトを設立[15]。初めはマンションの一室からスタートした[16]。
- 2001年7月2日、俳句投稿ラジオ番組「夏井いつきの一句一遊」のディレクターを担当する[17]。
- 2004年2月26日、結婚[18]。
- 2007年6月19日、第1子の男児（3026g）を出産[19][20][21]。
- 2009年6月より、松山市公営企業局の「節水キャンペーン」のCMに出演。
- 2010年5月18日、第2子の女児（2455g）を出産[22]。
- 2010年12月より、愛媛県の「自殺予防対策」のCMに出演。
- 2011年4月より、愛媛朝日テレビ「スーパーJチャンネルえひめ」木曜日のコーナー「やのひろみの笑顔見つけた」に出演中。
- 2011年5月より、四国4局のNHK制作四県対抗ふるさと自慢に愛媛のご当地サポーターとして出演。
- 2012年3月より、愛媛朝日テレビ「スーパーJチャンネルえひめ」のコメンテーターとして出演。

## 人物
本名は矢野浩美。漢字表記で活動していた時期がある。

### 家族
3人姉妹の末っ子。未熟児で産まれた。
一卵性双生児だが、姉妹は顔は似ていないという。時々電話やメールをするくらいで、普段はなかなか会うことはないが一番の良き理解者だという。母は洋裁の学校を卒業していて、洋裁を仕事にしていた時期がある。
義理の両親と、子供を含め6人で同居している。

### 好きな人物
高橋優のファン。

### 特技
幼稚園から中学2年まで書道を習っていた。

### 交友関係
お笑い芸人の友近は小学校、中学校の1学年上の先輩。

## 受賞歴
- 2004年、平成16年度 日本民間放送連盟賞 ラジオ番組審査会「ワイド番組」部門にて『やのひろみの「まいど！」～Ｇｏｍｉｘ（ゴミックス）宇和島』が全国審査にて優秀賞を受賞。
- 2009年7月、平成21年度 日本民間放送連盟賞 ラジオ番組審査会「ワイド番組」部門にて『やのひろみの「本気?ラジ!」FURUSATO EHIME』（5月20日放送）が中四国審査会で最優秀賞を受賞。
- 2010年4月、ラジオ番組から誕生した環境家計簿「エコット家計簿キャンペーン」が 愛媛広告賞 その他部門で優秀賞を受賞。
- 2010年4月、放送批評懇談会主催の第47回ギャラクシー賞ラジオ部門DJパーソナリティー賞を受賞。
- 2012年7月、平成24年度 日本民間放送連盟賞 ラジオ番組審査会「ワイド番組」部門にて「やのひろみのゴゴモリ！～えひめの行商モノガタリ～」（5月31日放送）が中四国審査会で最優秀賞を受賞。
- 2013年7月、平成25年度 日本民間放送連盟賞 ラジオ番組審査会「エンターテインメント」部門にて『南海放送開局60周年記念特別番組「想い出に針を落として」』（4月28日放送）が中四国審査会で最優秀賞を受賞。
- 2014年7月、平成26年度 日本民間放送連盟賞 ラジオ番組審査会「ワイド番組」部門にて「やのひろみ・山本清文「うぃず」～道後はどう？100年先のその向こう～」（5月28日放送）が中四国審査会で最優秀賞を受賞。

### 参加している団体他
- NPO法人 俳句甲子園実行委員会 理事
- ETT フォーラム・エネルギーを考える メンバー
- 愛媛県・バッタンバン州友好交流協会 理事
- キリンビール松山支社 お祭り課長
- 大洲 味楽来しいたけ宣伝大使
- 砥部焼大使

## テレビ出演

### 現在出演中の番組
- スーパーJチャンネルえひめ（愛媛朝日テレビ） - 木曜 16:38－18:45

### 過去に出演した番組
- eatニュースBOX WIDE（2011年4月 - 9月、愛媛朝日テレビ）

## ラジオ出演

### 現在出演中の番組
記載が無い限り、いずれも南海放送制作の番組。
- やのひろみの部屋（2021年3月 - ）
- Tips 金曜「フラワーハウス愛花の愛・愛Flower」 - コーナーレギュラー

### 過去に出演した番組
- やのひろみのラジコミ（2000年 - 2008年9月）
- PALPALワイド 本気?ラジ! 水・木曜（2000年 - 2011年3月）※前番組および前々番組の「まいど!」・「まいど!DX」の期間も含む）
- PALPALワイド本気?ラジ!f木曜（2011年4月 - 9月）
- 大盛り 特盛り 「ゴゴモリ!!」 水・木曜（13:45 - 16:50、2011年9月 - 2012年3月）
- おつかれさまです!アリナミン
- 奥道後ウィークリー 月 - 金曜11:45 - 11:50（2000年4月 - 2012年3月）
- やのひろみのよんでんエネエコ大作戦 木曜 16:00（ - 2013年3月）
- らくやのぉ（2002年4月 - 2016年3月）
- うぃず（2013年4月 - 2015年3月）
- ほーなんローソン
- やのひろみ★齊官昌伍のとりあえず生!（2019年4月 - 2021年3月）
- おとなりさん（文化放送、2022年4月15日[29][注 1]、2023年1月3日）- ゲスト

## Web
- ハタチ〜オトナビトプロジェクト〜（2021年1月[33]）